# Эриставство Арагви
Эриставство Арагви (груз. არაგვის საერისთავო, арагвис саэриставо) — важное средневековое феодальное владение в Грузии, расположенное в верховьях долины реки Арагви, в предгорьях Большого Кавказа, находящееся в управлении эриставами с 1380 по 1747 год, когда вошло в состав восстановленного Картли-Кахетинского царства.

## История
Первые известные эриставы Арагви были из рода Шабуридзе правившие в XIII веке. Позже эриставством управлял род Туманидзе, а в XVI веке, эриставами стал аланский род Сидамони (осет. Сидамонтæ). Последний род пришёл к власти после 1569 года, когда неизвестный дворянин из рода Сидамони, с помощью Ксанских эриставов, вырезал семью Туманидзе и захватил их владения. Со временем, владение эриставством Арагви стало наследственным, и эриставы приравнивались к тавади, княжеским родам Грузии.
Эриставы Арагви имели резиденции в Душети и Сиони, их главным опорным пунктом была крепость Ананури. В деревне Бодорна находились родовая усыпальница и церковь. Их владения простирались от основного хребта Большого Кавказа на севере и до левого берега Куры на юге, и от реки Лиахви на западе до горы Алеви и Греми на востоке — в долине бассейна рек Ксани и Арагви. По данным переписи 1770 года население эристаства составило 3300 домов. Эриставы контролировали стратегически важную дорогу к Северному Кавказу, которая позже станет Военно-Грузинской дорогой, а также плодородные области Базалети.
В XVII веке эриставы Нугзар, Зураб и Заал вели непримиримую борьбу с царством Картли, стремясь получить бо́льшую самостоятельность от царской власти, а также покорить вольные горные общины Пшави, Хевсурети и Эрцо-Тианети.
В 1743 году, вспыхнул мятеж жителей эриставства: убив своего эристав Бежана, жители призвали царя Картли Теймураза II, который присоединил эриставство к своему царству и назначил эриставом своего внука Вахтанга. Выжившим членам рода Сидамони, позже сыном Теймураза II Ираклием II были пожалованы небольшие владения в Кахетии. Вахтанг умер в 1756 году и ему наследовал его братья, сначала Леван (умер в 1781 году), а затем Алмасхан, который позже был отправлен в ссылку в Санкт-Петербург, когда Грузинское царство вошло в состав Российской империи, в 1803 году. Позже потомки эриставов Арагви попытались вернуть свои титулы и родовые поместья в долине Арагви, но в 1828 году Сенат постановил их претензии необоснованными.

## Список эриставов Арагви

### Шабуридзе
- ок. 1380: Михай
- ок. 1430: Шанше I
- ок. 1440: Нугзар I
- ок. 1465-1474: Вамек I

### Сидамони
- 1558-1580: Ясон I 
  - Основатель династии Сидамони, признан эриставом Арагви царем Картли Симоном I, в 1558 году

- 1580-1600: Автандил I 
  - Сын Ясона I

- 1600-1611: Нугзар I 
  - Внук Ясона I, брат Автандила I, и Баадура

- 1611-1619: Баадур I 
  - Сын Нугзара I

- 1619-1629: Зураб I
  - Сын Нугзара I

- 1629-1635: Дэвид I
  - Сын Нугзара I

- 1635-1660: Заал I
  - Сын Нугзара I

- 1660-1666: Отар I
  - Внук Нугзара I, брат Баадура I и Георгия

- 1666-1687: Реваз I
  - Сын Нугзара I

- 1687-1687: Ясон II
  - Внук Нугзара I, брат Баадура I, Георгия (брата Отар I)

- 1687-1696: Баадур II
  - Сын Отара I

- 1696-1723: Георгий I
  - Сын Отара I

- 1723-1724: Отар II 
  - Сын Георгия I

- 1724-1730: Теймураз I
  - Сын Ясона II, двоюродный брат Отара II

- 1730-1735: Реваз II
  - Сын Георгия I

- 1735-1739: Бардзим I
  - Сын Георгия I

Эриставы ставленники Турции
- 1729-1742: Реваз III
- 1742-1743: Бежан I

### Без династии
- 1743-1747: Гиви II, князь Амилахвари
- 1747: вошло в Картлийское царство

### Удел рода Багратиони
- 1747—1756: Вахтанг Багратиони
- 1756—1766: свободно (царское владение)
- 1766—1781: Леван Багратиони
- 1782—1801: Алмасхан

- 1801: присоединение к Российской империи[3]